# Retrovirus
Un retrovirus este un virus ARN care se poate replica în celula gazdă. Folosește propria enzimă numită reverstranscriptaza pentru a produce ADN din ARN și astfel „întoarce” șablonul inițial, de unde și prefixul „retro” (invers). Noua secvență de ADN este incorporată în genomul gazdei cu ajutorul unei enzime numite integrază. Celula gazdă se comportă cu noua secvență de ADN ca și cum aceasta ar face parte din propriile sale instrucțiuni, pe care le urmează necondiționat, făcând proteinele necesare pentru asamblarea noilor copii ale virusului. 
O categorie specială de retrovirusuri o constituie retrovirusurile endogene care sunt integrate in genomul gazdei și pot fi moștenite și transmise de la o generație la alta.
Virusul păstrează informația sa genetică sub forma de ARN mesager; se integrează în genomul celulei gazdă, devine un parazit și declanșează infecții. 
Informația unui retrovirus produce proteine urmând pașii ARN -> ADN -> ARN-> proteine.
Se estimează că aproximativ 8% din genomul uman e reprezentat de cod genetic provenit de la retrovirusuri.